# Филино (Ковровский район)
Филино — посёлок в Ковровском районе Владимирской области России, входит в состав Клязьминского сельского поселения.

## География
Посёлок расположен в 12 км на юг от центра поселения села Клязьменский Городок и в 19 км на восток от райцентра города Ковров. 

## История
В 2 км на восток от посёлка располагалась деревня Филино, входившая в состав Санниковской волости Ковровского уезда. В 1859 году в деревне числилось 10 дворов и 86 жителей.
Посёлок возник в 1960-е годы в связи со строительством нефтеперекачивающей станции «Филино», входил в состав Осиповского сельсовета, с 2005 года — в составе Клязьминского сельского поселения.

## Население
| 2002 | 2010 | 2021 |
| ---- | ---- | ---- |
| 191  | ↘173 | ↘131 |

## Инфраструктура
В посёлке расположены фельдшерско-акушерский пункт, дом культуры.